# Obereopsis wittei
Obereopsis wittei là một loài bọ cánh cứng trong họ Cerambycidae.